# 奥尔特灵厄姆
奥尔特灵厄姆（英語：Altrincham，i/ˈɒltrɪŋəm/ OL-tring-əm，当地为/ˈɒltrɪŋɡəm/）是英格兰大曼彻斯特郡特拉福德区的一个城镇，座落于默西河以南的平原之上，位于曼彻斯特市中心的西南方约12.4千米、斯特雷特福德的东南偏南方约6.8千米处，2001年人口4.1万人。
奥尔特灵厄姆曾经属于柴郡，于1290年被建立为一个集镇，当时大部份社区都建基于农业而不是贸易。当橋水運河和铁路系统相继在1765年和1849年延伸至奥尔特灵厄姆，该镇的工业活动增加，社会和经济得以持续发展，邻近的村落也陆续并入奥尔特灵厄姆，其中包括当时为斯坦福伯爵的住所的邓纳姆马西庄园，现在当地发展为旅游景点。
今天奥尔特灵厄姆是一个“通勤者城镇”，部分原因是镇内完善的交通系统，尤其是曼彻斯特都市连接。该镇的中产阶级人口庞大，他们的人口从19世纪开始稳定上升。此外，奥尔特灵厄姆也是一个体育中心，是和冰球俱乐部曼彻斯特风暴队的所在地，也曾是已解散冰球俱乐部曼彻斯特凤凰队的所在地。